# Jeanne-Émilie Leverd

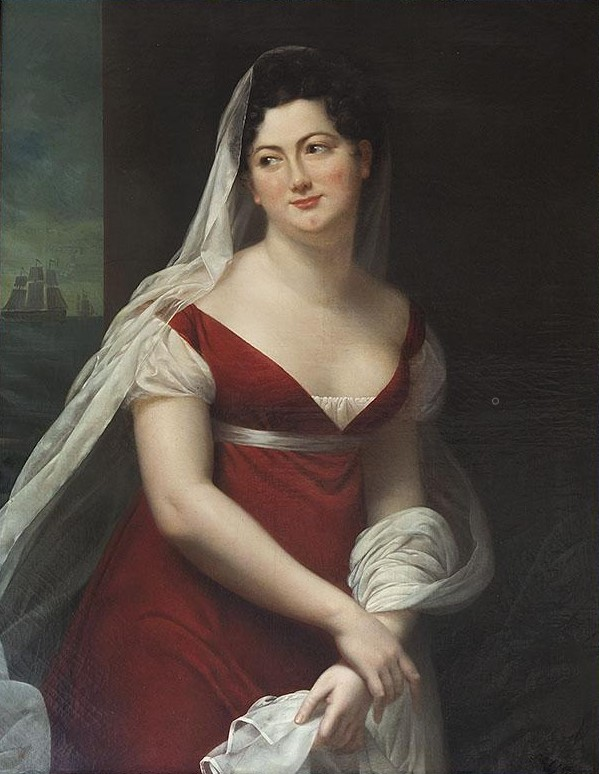
Émilie Leverd

Jeanne-Émilie Leverd zw. panną Leverd (ur. 14 lipca 1788, zm. 16 listopada 1843) – francuska aktorka.
Tancerka w paryskiej Operze, zadebiutowała w teatrze Louvois w 1804, w 1808 roku weszła do Komedii Francuskiej, w następnym roku została jej 221. członkiem. Odeszła z Komedii w 1832 roku.

## Kariera sceniczna
| Rok  | Sztuka                 | Autor                     | Rola                 |
| ---- | ---------------------- | ------------------------- | -------------------- |
| 1810 | Les Deux Gendres       | Charles-Guillaume Etienne |                      |
| 1813 | Le Mariage de Figaro   | Beaumarchais              | Suzanne              |
|      | Le Barbier de Séville  | Beaumarchais              | Rosine               |
| 1814 | Eugénie                | Beaumarchais              | Eugénie              |
| 1822 | Valérie                | Eugène Scribe             | hrabina Blumfil      |
| 1828 | Athalie                | Jean Racine               | Athalie              |
| 1829 | Elisabeth d’Angleterre | Jacques-François Ancelot  | Elżbieta I           |
|      | Henri III et sa cour   | Alexandre Dumas           | Katarzyna Medycejska |
|      | Les Femmes savantes    | Molier                    | Armande              |